# Welcome To Our Neighborhood
Welcome To Our Neighborhood är den första hemvideon av bandet Slipknot som släpptes den 9 november 1999 av Roadrunner Records på VHS och senare återutgiven i DVD-format den 18 november 2003. Innehållet på hemvideon innehåller den liveframträdande av låtarna "Surfacing", "Wait And Bleed" och "Scissors", intervjuer med bandet ochbandets musikvideo till låten "Spit It Out". Ytterligare begrepp på bildspråk och intervjuer finns med på hemvideon, medan DVD-formatet innehåller extramaterial. Videon togs emot väl av deras fans och trädde nummer ett på Billboard-listan och blev certifierad platina i februari 2000.

## Innehåll

### Musikvideor
- Surfacing (live)
- Spit It Out (Musikvideo)
- Wait And Bleed (live)
- Scissors (enbart på DVD-formaten)

### Extramaterial
- Bildspel
- Intervjuer
- Bandets hemvideo material
- Över 20 minuter av exklusiva videomaterial (enbart på DVD-formaten)